# Рокагорга
Рокаго̀рга (на италиански: Roccagorga) е малко градче и община в Централна Италия, провинция Латина, регион Лацио. Разположено е на 287 m надморска височина. Населението на общината е 4766 души (към 2010 г.).